# Міжнародний університет ісламських наук
Міжнародний ісламський науково-освітній університет (Університет WISE або WISE) (араб. جامعة العلوم الإسلامية العالمية) — це ісламський університет в Аммані, Йорданія, заснований у 2008 році. Університет є постійним місцем проведення Конференції з арабської мови та національної ідентичності. Він акредитований Міністерством вищої освіти та наукових досліджень Йорданії.

## Розташування
Кампус WISE розташований у трьох місцях:
- Округ Тарік (Тарік Хай) Амман, для факультету Дава та Ушулуддієн, факультету шаріату та права, факультету арабської мови та літератури.
- Округ Умм Удзайна (Дувар Садіс) Амман, для факультету мистецтв та ісламської архітектури.
- Medina Riyadiyya Amman, для головного кампусу.

## Факультети
- Факультет Дава і Усулуддієн
- Факультет шаріату та права Шейха Ноя Ель-Кудхи
- Факультет мистецтв, гуманітарних та педагогічних наук
- Факультет традиційного ісламського мистецтва та архітектури
- Факультет інформаційних технологій
- Факультет бізнесу та фінансів
- Факультет фундаментальних наук
- Факультет вищої освіти
- Вищий інститут вивчення Корану та читання

### Факультет Дава та Усулуддієн (теологія)
Факультет Дава та Усулуддієн має два відділи:
- Кафедра Усулуддієн (теології) має три основні дослідження:
  - Віра та ісламська філософія
    - Бакалавр Усулуддієн (теологія)
    - Магістр віри та ісламської філософії
    - доктор філософії у вірі та ісламській філософії

  - Коранічні науки та тлумачення
    - Магістр наук і тлумачення Корану
    - доктор філософії у вірі та ісламській філософії

  - Хадис та його науки
    - Магістр хадисів та їх наук
    - доктор філософії у хадисах та його науках
- Відділ Дава та ісламських досліджень має два основних дослідження:
  - Дава (бакалавр)
  - Ісламські ЗМІ (бакалавр)

### Факультет Шейха Ноя Ель-Кудхи з шаріату та права
Факультет шаріату і права Шейха Ноя Ель-Кудхи має три кафедри:
- Кафедра порівняльного правознавства (бакалавр, магістр і доктор)
  - Бакалавр шаріату та права
  - Бакалавр права
  - доктор філософії в шаріатських судах
  - доктор філософії у Спеціальному законі
  - доктор філософії у публічному праві
- Кафедра ісламської юриспруденції
  - Бакалавр ісламської юриспруденції
  - доктор філософії в ісламській юриспруденції

### Факультет мистецтв, гуманітарних та педагогічних наук
Факультет мистецтв, гуманітарних та педагогічних наук має чотири відділи:
- Кафедра арабської мови та літератури
  - Бакалавр арабської мови та літератури
  - Бакалавр, магістр та доктор філософії в лінгвістичних студіях
- Кафедра англійської мови та літератури
  - Бакалавр англійської мови та літератури
- Кафедра гуманітарних наук
  - Бакалавр з виховання дітей
  - Бакалавр консультування та психічного здоров'я
  - Бакалавр спеціальної освіти
  - Бакалавр соціальних наук
  - Магістр спеціальної освіти
  - доктор філософії спеціальної освіти
  - Бакалавр, магістр та доктор філософії. літературно-критич
- Департамент освітніх наук
  - Диплом про освіту
  - Магістр навчальної програми та методики навчання
  - доктор філософії в навчальні програми та методики навчання

### Факультет традиційного ісламського мистецтва та архітектури
Факультет традиційного ісламського мистецтва та архітектури має три кафедри:
- Кафедра ісламського мистецтва.
  - Ступінь бакалавра та магістра ісламського мистецтва.
- Кафедра дизайну інтер'єру.
  - Ступінь бакалавра та магістра дизайну інтер'єру.
- Кафедра ісламської архітектури.
  - Бакалавр управління проєктами.
  - Магістр ісламської архітектури.

### Факультет інформаційних технологій
Факультет інформаційних технологій має дві кафедри:
- Кафедра інформатики.
- Кафедра інформаційних систем і мереж.

До складу факультету входять такі дисципліни:
- Інформатика.
- Комп'ютерні інформаційні системи.
- Управління комп'ютерними мережами.
- Розробка програмного забезпечення.

### Факультет бізнесу та фінансів
Факультет бізнесу та фінансів має три кафедри:
- Кафедра економіки, фінансів та банківської справи.
- Департамент ісламського банкінгу.
- Департамент адмін.
- Кафедра бухгалтерського обліку.

Коледж включає такі дисципліни:
- Ступені бакалавра та доктора бухгалтерського обліку.
- Бакалавр та доктор філософії в діловому адмініструванні.
- магістр і доктор філософії в ісламському банкінгу
- Бакалавр банківської справи та фінансів.
- Бакалавр інформаційних систем управління.
- Ступінь магістра та доктора адміністрування

### Факультет фундаментальних наук
Коледж включає такі дисципліни (диплом) з:
- ісламські науки
- Фінансово-адміністративний
- Педагогічні науки
- Англійська
- Арабська
- Інформаційні технології
- Ісламське мистецтво
- Дизайн інтер'єру